# QQ浏览器
QQ瀏覽器（QQ Browser）是一款採用WebKit和Trident雙引擎的网页浏览器。此前，腾讯曾开发了腾讯Explorer（一般称为腾讯TE）和腾讯TT两款以Trident排版引擎为核心的浏览器，以及集成了WebKit引擎的QQ浏览器5、QQ浏览器6。

## 歷史

### 捆綁在OICQ內的騰訊TE（2000－2003）
2000年11月15日，騰訊公司發布了騰訊Explorer（Tencent Explorer，簡稱TE）的首個版本，並將其捆綁於5日後發布的OICQ 2000 Preview1 1115（即現在的騰訊QQ）中。
該瀏覽器是中國大陸最早的分頁瀏覽器之一，使用Trident排版引擎（即常說的Internet Explorer內核）對页面進行渲染。
首個版本的騰訊TE中包含了「谁与我同在」的功能，該功能可以讓同時瀏覽同一網頁的OICQ用戶進行在線交流，然而這個功能引起用戶對個人資料安全的擔憂。
為消除用戶疑慮，騰訊在2003年4月24日發布聲明，稱使用該功能時瀏覽網頁並不會暴露個人資料；若用戶不想使用該功能但同時要使用瀏覽器，可選擇「隱身」模式。

### 剝離QQ並重寫原始碼的騰訊TT（2003－2009）
2003年，騰訊在騰訊TE的基礎上對其原始碼進行重寫，並於11月11日發布首個版本的新瀏覽器，即騰訊TT（Tencent Traveler）。
至此，軟件正式從騰訊QQ中剝離，成為獨立的一個軟件。
與騰訊TE相比，騰訊TT增加了如更換軟件皮膚等個性化功能；同時，還開始提供了鼠標手勢、智能屏蔽廣告等輔助功能。
但其中的「智能屏蔽廣告」功能會對用戶上網瀏覽的內容進行記錄，並將記錄存儲在軟件安裝目錄下的TTraveler2.dat文件中，有洩漏用戶上網信息之虞。
騰訊於2008年再次對程式進行重寫，並於5月7日發布4.0版，自該版開始，TT打開網頁將以多線程進行瀏覽，以提高速度和性能。但仍是以Trident排版引擎為核心。4.X系列的最後版本為2011年1月5日發布的4.8(1000)版。

### 雙核的QQ瀏覽器（2010－）
2010年5月25日，騰訊發布了QQ瀏覽器5.0 Preview1版，QQ瀏覽器開始使用Webkit和Trident雙內核對網頁進行渲染。
QQ瀏覽器與同樣使用雙排版引擎進行渲染的搜狗瀏覽器、楓樹瀏覽器（ChromePlus）進行聯合推廣，瀏覽者瀏覽搜狐主頁（页面存档备份，存于）和楓樹瀏覽器主頁時，面頁頂端會彈出顯眼的提示條進行宣傳。

### QQ浏览器7.0预览版（2012）
2012年10月，QQ浏览器7.0预览版在腾讯体验中心网站公开发布，开放测试。QQ浏览器7.0预览版采用新版界面，品牌与手机QQ浏览器保持一致。7.0版本去除了Webkit内核，在功能方面也有大幅度简化。

### QQ浏览器8.0（2014）
2014年11月，QQ浏览器发布了8.0正式版，新版本重新设计了浏览器的外观，并新增了一系列新功能，提高了浏览器的流畅性。

### QQ浏览器9.0（2015）
2015年6月19日，QQ浏览器9.0发布，基于ChromiumV43内核，实现了0.3秒冷启动、0.1秒热启动，网页达到“秒开”。

### QQ浏览器9.3（2016）
2016年1月,QQ浏览器9.3发布,内核升级至ChromiumV47,优化了启动速度和网页打开速度。

### QQ浏览器9.6（2017）
2017年10月18日，QQ浏览器9.6发布，内核升级至ChromiumV53。

## 爭議

### aiww事件
2011年5月30日，有网民发现腾讯在其“腾讯软件中心”QQ浏览器介绍页面中的图片中出现了“aiww”（中国艺术家艾未未的网名，其于2011年被限制人身自由）及“64”字样，而在浏览器的介绍文字中“释放”两字也被加粗。
事件之后字样变成了“Love”和“99”。

### 手机版未经允许调用前置摄像头权限
2018年6月，有网友爆料，在vivo NEX手机设备上通过手机QQ浏览器打开某些网页时，手机摄像头会出现“自动升降”的动作。而vivo NEX只有使用前置摄像头的时候才会升起，这也让很多用户认为使用QQ浏览器会侵犯个人隐私。

### 手機版被工信部點名整改
2020年12月21日，工信部信息通信管理局公佈2020年第七批《侵害用户权益行为的APP通报》，QQ浏览器手機版亦有在名單之上，理由為「应用分发平台上的APP信息明示不到位」（針對在OPPO软件商店下載的11.0.6.6502版），需在一週內整改。